# Janusz Kopczyński
Janusz Kopczyński (ur. 1953 w Łodzi, zm. 15 stycznia 2021) – polski oboista i pedagog.
Absolwent Państwowej Wyższej Szkoły Muzycznej w Łodzi (klasa oboju prof. Józefa Ciepłuchy, dyplom z wyróżnieniem w 1976). Od 1983 pedagog Akademii Muzycznej w Łodzi - prowadził klasę oboju. Od 2006 był kierownikiem Katedry Instrumentów Dętych i Perkusyjnych tej uczelni. Profesor nauk muzycznych (nominacja w 2014).
Pierwszy oboista Orkiestry Symfonicznej Filharmonii Łódzkiej. Członek Kwintetu Dętego Filharmonii Łódzkiej „Camerata pro Arte” i Tria Stroikowego Filharmonii Łódzkiej. Juror Międzynarodowego Konkursu Muzycznego im. Michała Spisaka w Dąbrowie Górniczej (2007, 2012).
Odznaczony m.in. Złotym Krzyżem Zasługi (2012) i Odznaką „Zasłużony Działacz Kultury” (2003).